# Strimryggig sprötstjärt
Strimryggig sprötstjärt (Leptasthenura striata) är en fågel i familjen ugnfåglar inom ordningen tättingar.

## Utseende
Strimryggig sprötstjärt känns igen på tydligt streckad hjässa och rygg, svagare tecknad eller mestadels ostreckad undersida och mycket lång stjärt med spetsiga stjärtpennor. Andinsk sprötstjärt som överlappar med strimryggig sprötstjärt i Peru är en knubbigare fågel.

## Utbredning och systematik
Strimryggig sprötstjärt delas in i tre underarter med följande utbredning:
- Leptasthenura striata superciliaris - förekommer i västsluttningar i kustnära bergen i Peru (Ancash till Lima)
- Leptasthenura striata albigularis - förekommer i Anderna i västra Peru (Huancavelica)
- Leptasthenura striata striata - förekommer i Anderna i sydvästra Peru (Arequipa och Tacna) till norra Chile (Tarapacá)

## Levnadssätt
Strimryggig sprötstjärt är en rätt vanlig fågel på Andernas västsluttning och i dalar inåt land. Den föredrar torrare miljöer med ogräsrika buskmarker på klippiga sluttningar, men kan också ses i jordbruksområden med inslag av häckar och buskage. Den ses ofta i par, födosökande vigt och aktigt lågt i vegetationen och kan då vara svår att få syn på.

## Status och hot
Arten har ett stort utbredningsområde, men tros minska i antal, dock inte tillräckligt kraftigt för att den ska betraktas som hotad. Internationella naturvårdsunionen IUCN listar arten som livskraftig (LC).